# Söll (Tirol)
Söll település Ausztriában, Tirolban a Kufsteini járásban található. Söll Kufstein községgel határos. Területe 45,93 km², lakosainak száma 3 535 fő, népsűrűsége pedig 77 fő/km² (2014. január 1-jén). A település 703 méteres tengerszint feletti magasságban helyezkedik el.

## Népesség
Söll népessége az elmúlt években az alábbi módon változott:
| Lakosok száma | 1437 | 1607 | 1635 | 2675 | 3476 | 3554 | 3523 | 3535 | 3641 | 3722 |
|               | 1869 | 1910 | 1939 | 1981 | 2003 | 2006 | 2010 | 2014 | 2017 | 2021 |

## Képek

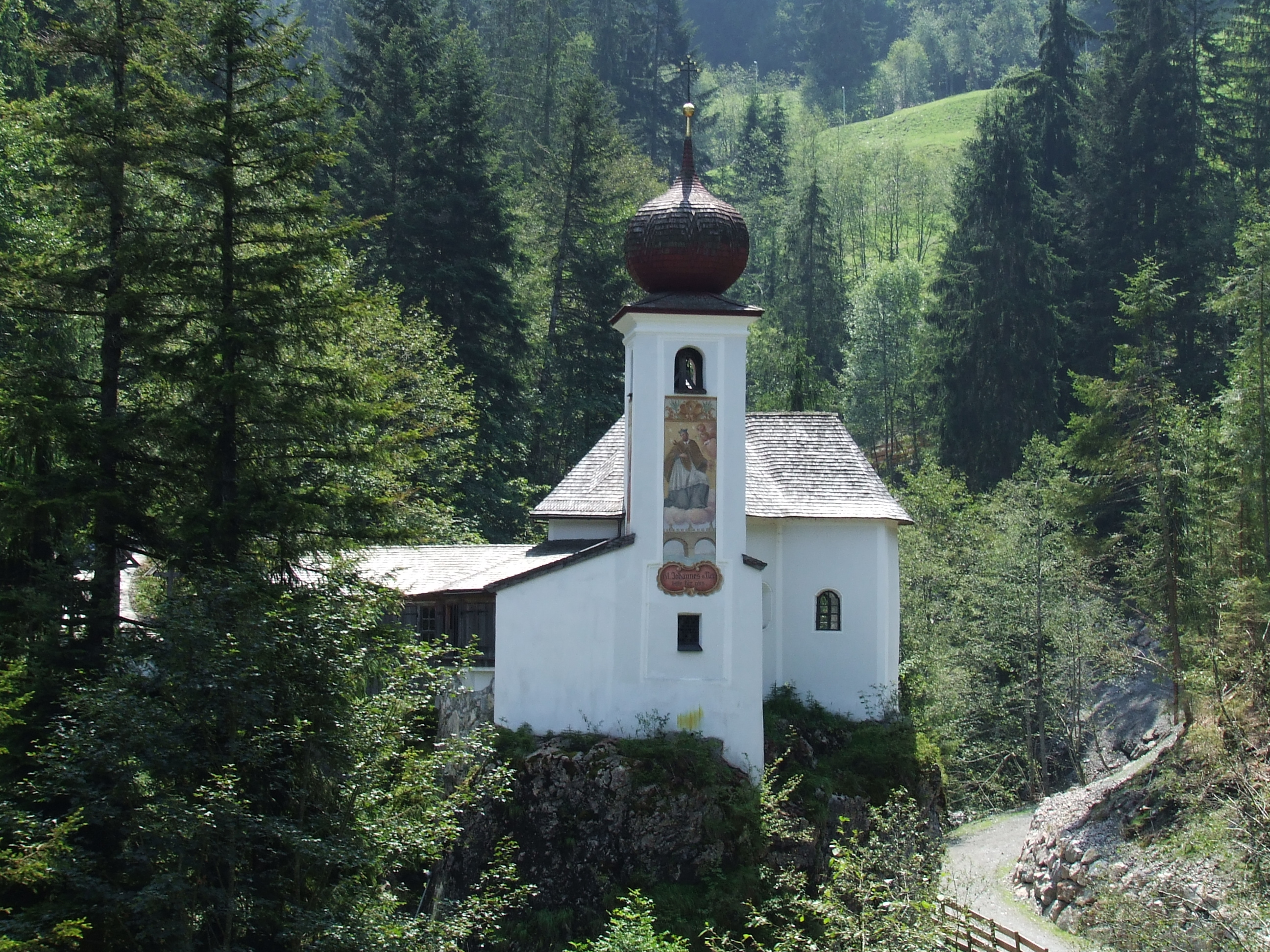
Wallfahrtskapelle Stampfanger
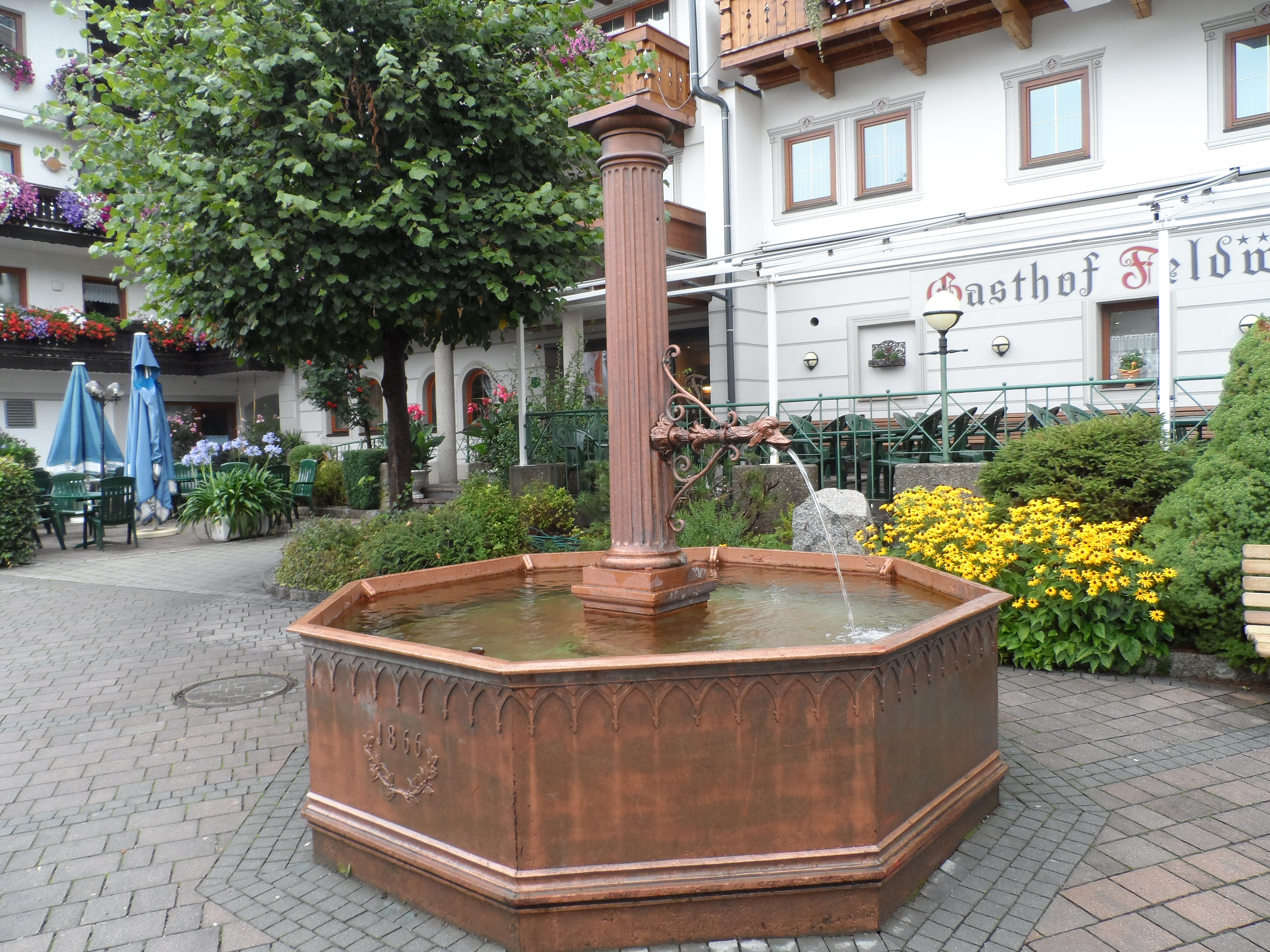
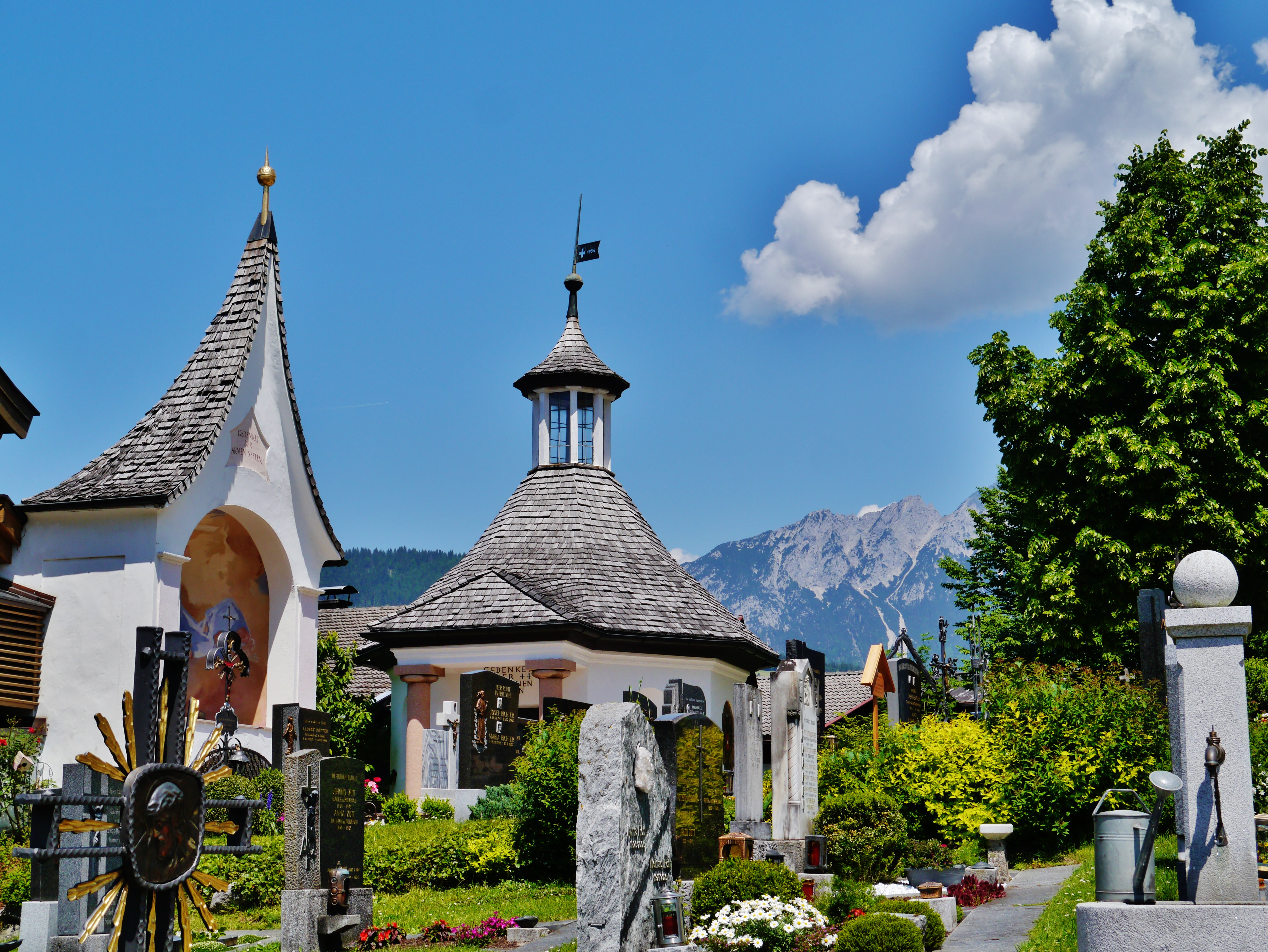
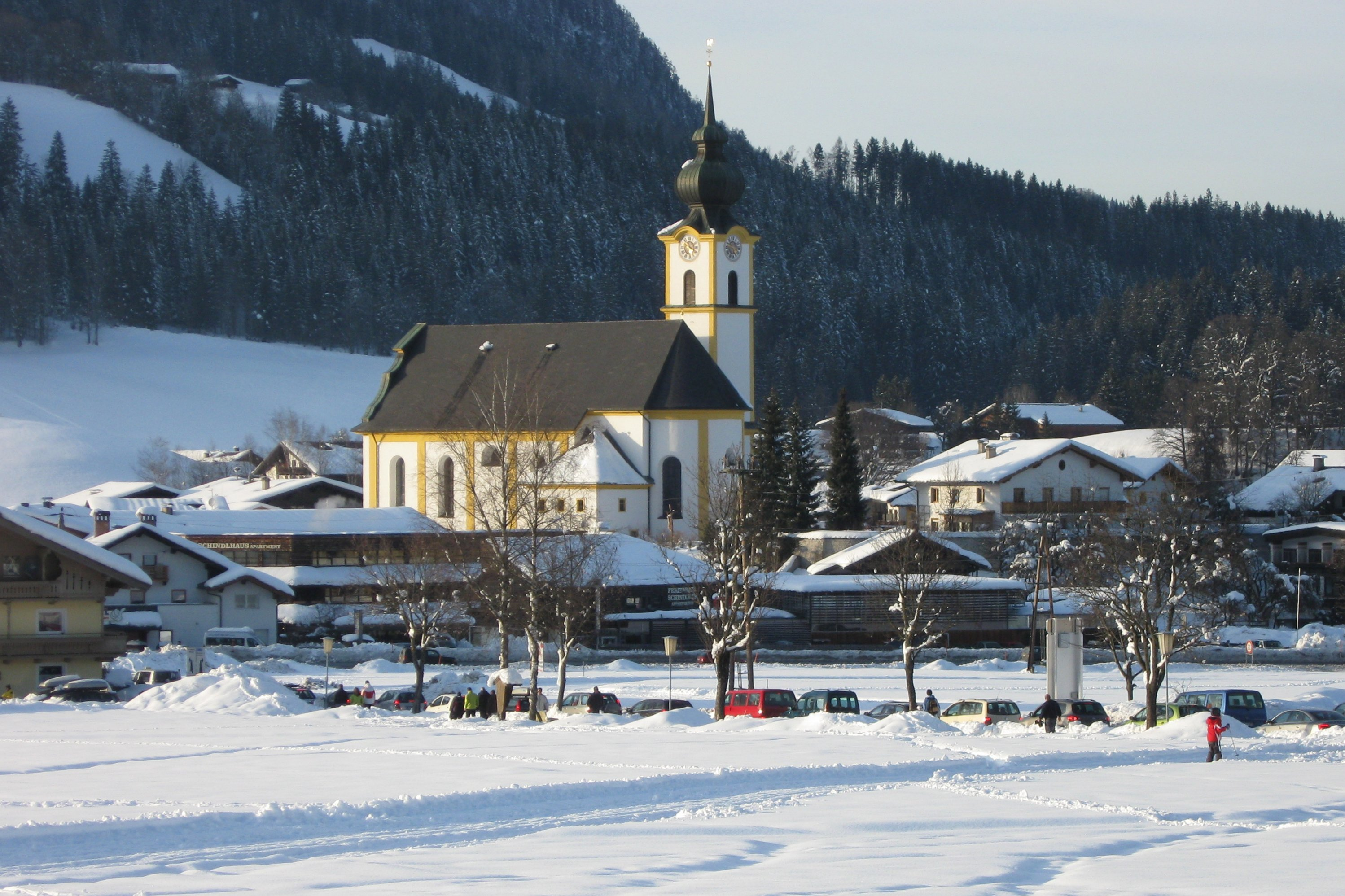
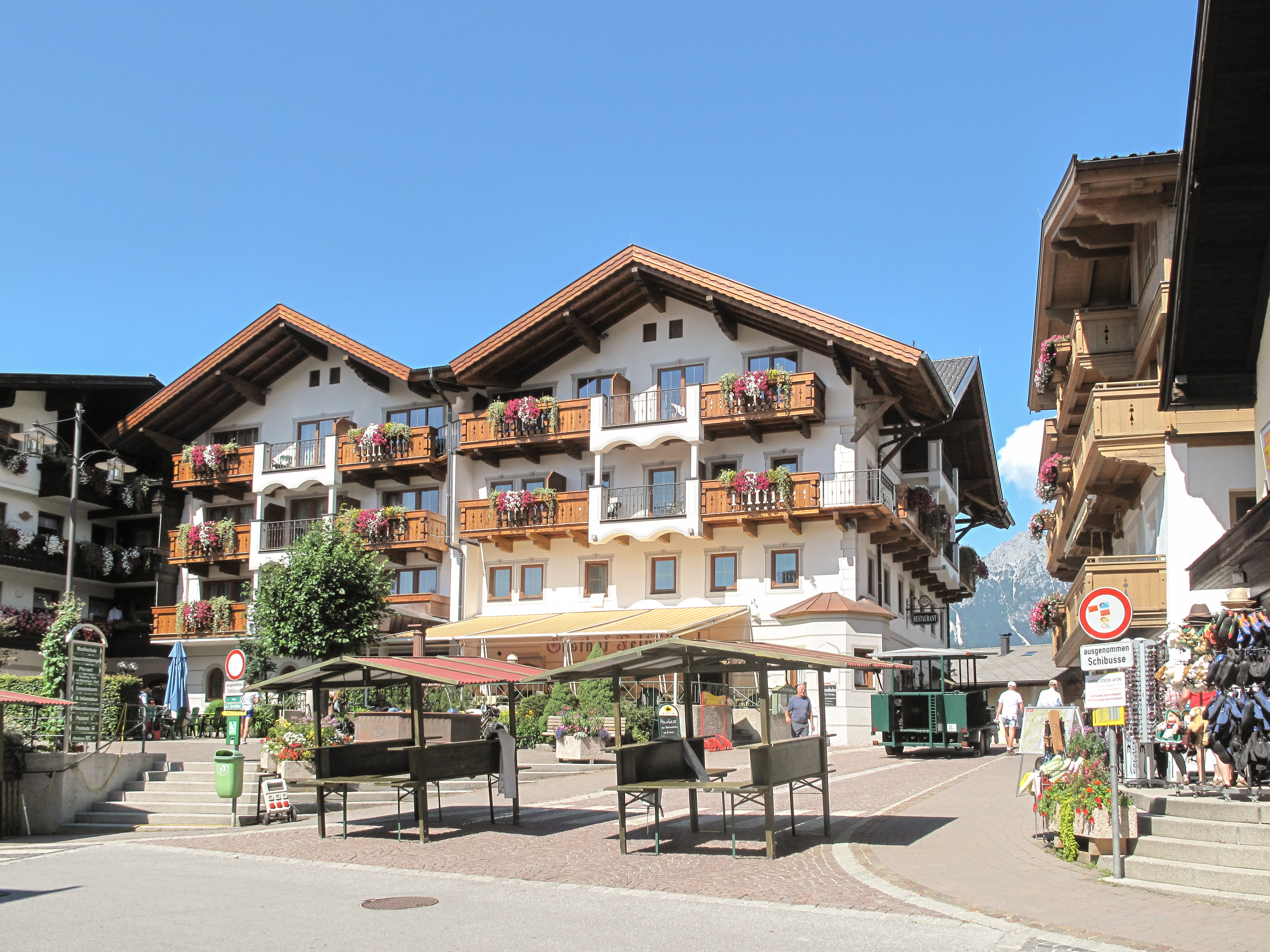
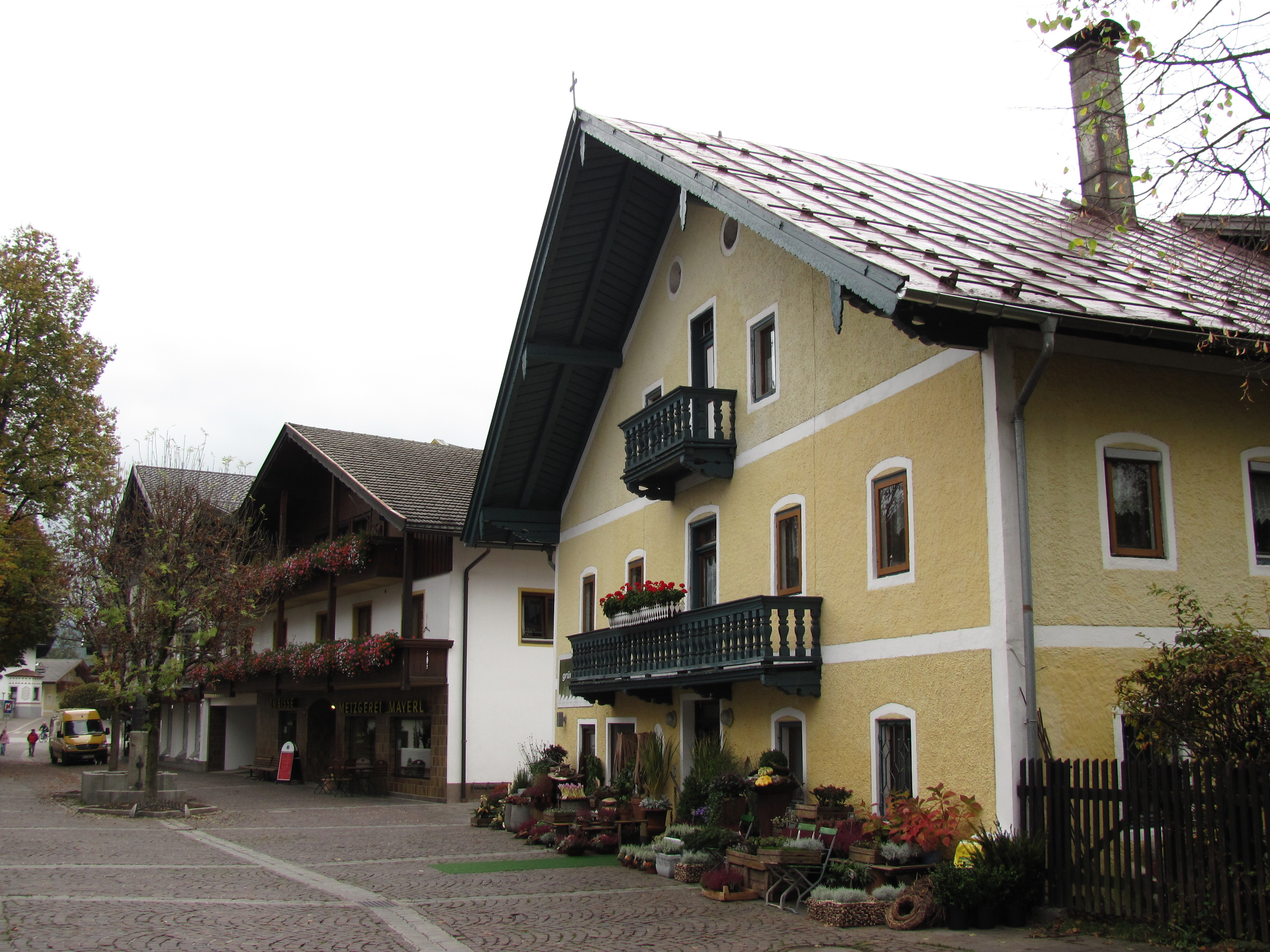
Főutca
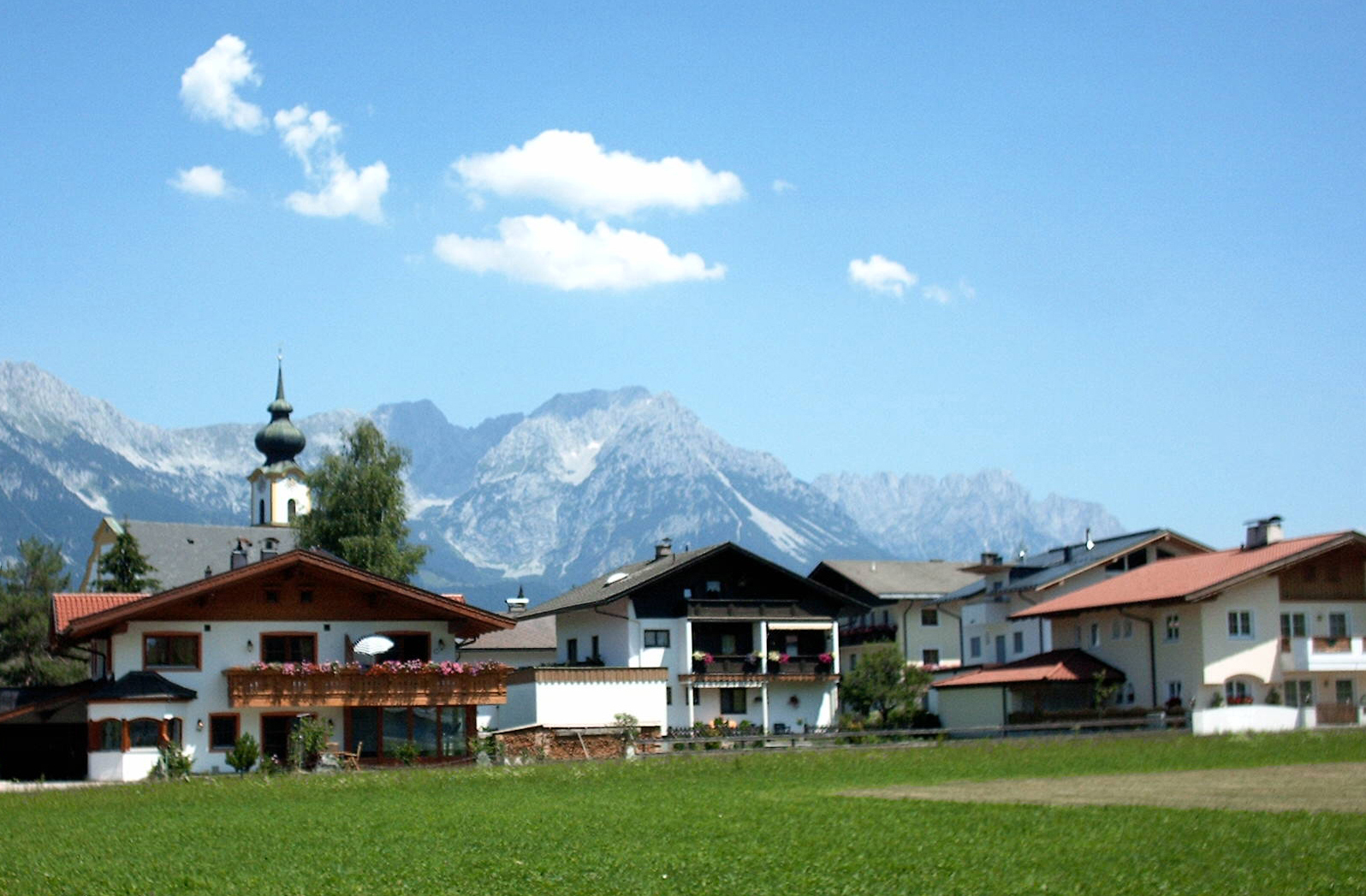
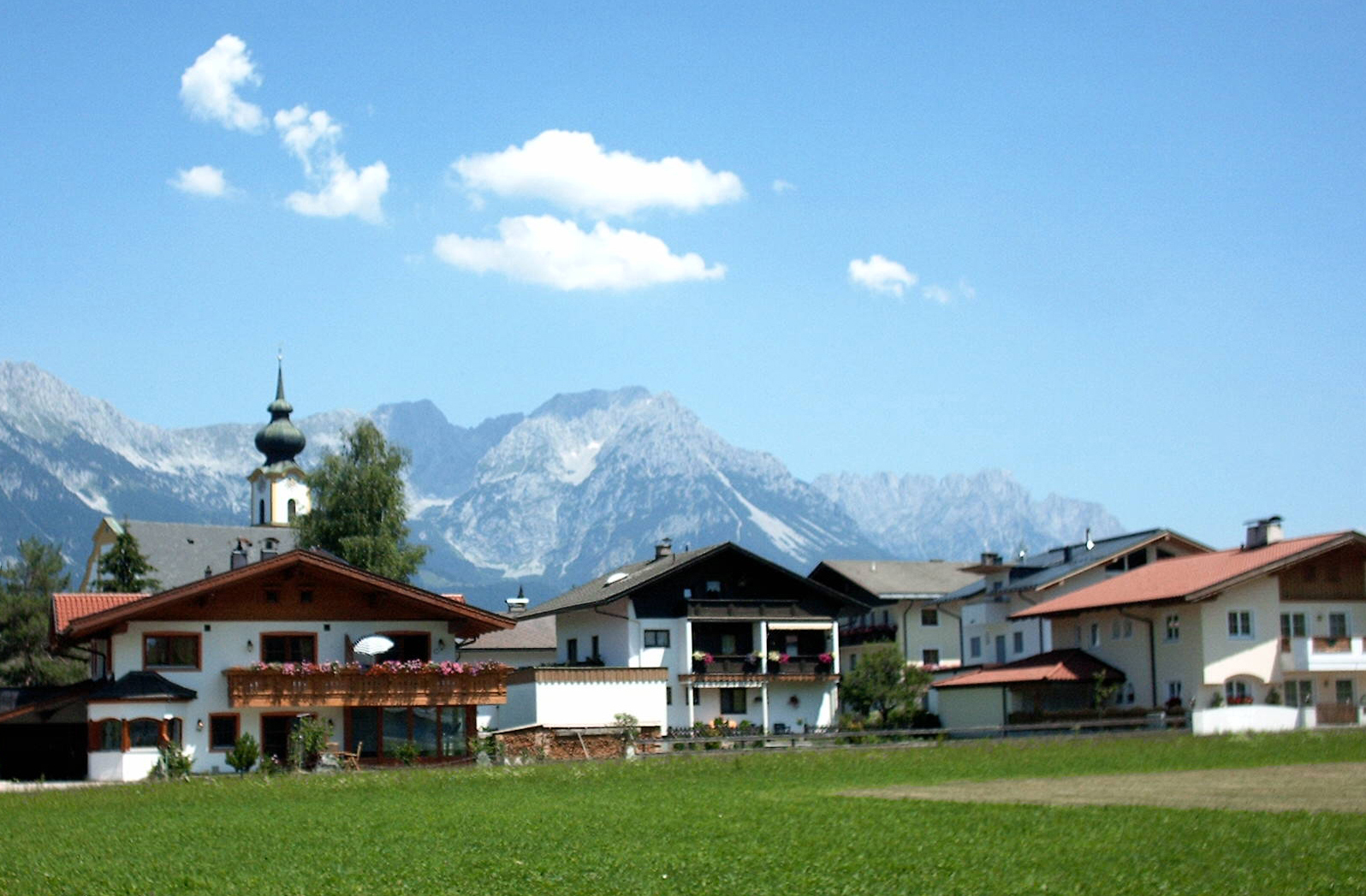

## Fordítás
- Ez a szócikk részben vagy egészben  a   Söll című angol Wikipédia-szócikk ezen változatának fordításán alapul.  Az eredeti cikk szerkesztőit annak laptörténete sorolja fel. Ez a jelzés csupán a megfogalmazás eredetét és a szerzői jogokat jelzi, nem szolgál a cikkben szereplő információk forrásmegjelöléseként.